# Skitigsjön
Skitigsjön är en sjö i Hudiksvalls kommun i Hälsingland och ingår i Enångersåns avrinningsområde i Nianån-Norralaåns kustområde. Sjön har en area på 0,154 kvadratkilometer och ligger 141 meter över havet. Den avvattnas av Lövåsbäcken.

## Delavrinningsområde
Skitigsjön ingår i det delavrinningsområde (682494-155079) som SMHI kallar för Utloppet av Skitigsjön. Medelhöjden är 154 meter över havet och ytan är 0,88 kvadratkilometer. Räknas de 3 avrinningsområdena uppströms in blir den ackumulerade arean 8,33 kvadratkilometer. Vattendraget som avvattnar avrinningsområdet har biflödesordning 2, vilket innebär att vattnet flödar genom totalt 2 vattendrag innan det når havet efter 18 kilometer. Avrinningsområdet består mestadels av skog (82 procent). Avrinningsområdet har 0,15 kvadratkilometer vattenytor vilket ger det en sjöprocent på 17,4 procent.